# 里斯比格
里斯比格是德国巴登-符腾堡州的一个市镇。总面积17.96平方公里，总人口2224人，其中男性1101人，女性1123人（2011年12月31日），人口密度124人/平方公里。